# Georges Belaubre
Georges Belaubre, né le 17 janvier 1944 à Villefranche-sur-Saône, est un triathlète français, sacré premier Champion de France courte distance en 1985.

## Biographie

### Jeunesse
Georges Belaubre devient maître-nageur en 1966 à la piscine de Poissy. Il pratique également le cyclisme avec le club de l'Ascat. En 1974, le natif de Villefranche-sur-Saône est nommé directeur de la piscine de Poissy.

### Carrière en triathlon
Dans les années 1980, Georges Belaubre fait ses premiers triathlons, avec un certain succès, faisant de lui l'un des pionniers de ce sport en France, en remportant la « Course des touche-à-tout », basée à Poissy.
En plus de ses activités en tant que directeur de la piscine municipale, il continue et intensifie ses activités en triathlon : en 1985, à l'âge de 41 ans, le Pisciacais remporte le tout premier championnat de France de triathlon.
En 1984, 1985 et 1986, il est sacré champion du monde de triathlon dans la catégorie des vétérans (plus de 40 ans).

### Reconversion
En 1988, il s'occupe du développement du Poissy Triathlon, et fait de Poissy l'une des capitales françaises du triathlon, restructurant le club en profondeur et attirant de nombreux jeunes. Il figure comme l'un des grands noms du club francilien, aussi bien en tant que licencié que manager.
Lors des évènements de triathlon au niveau national, il est présent, comme lors de la cérémonie des vingt ans de la Fédération française de triathlon.
Le triathlète est également un grand amateur de peinture, un art qui l'a « toujours passionné ». Il peint à son domicile à Poissy.

### Vie privée
Georges Belaubre est marié à Jeanine et a deux enfants Natalie et Frédéric. Ce dernier est quintuple champion de France de triathlon courte distance et triple champion d'Europe en 2005 et 2006.

## Palmarès
Le tableau présente les résultats les plus significatifs (podium) obtenus sur le circuit national et international de triathlon depuis 1985.
| Année | Compétition                         | Position | Temps  |
| ----- | ----------------------------------- | -------- | ------ |
| 1985  | Championnats de France de triathlon |          | Timing |